# 上田志岐
上田 志岐（うえだ しき、1979年2月9日 - ）は、日本のライトノベル作家。長野県出身。2001年、第2回富士見ヤングミステリー大賞にて『ぐるぐる渦巻きの名探偵』で竹河聖賞を受賞。

## 作品リスト
- ぐるぐる渦巻きの名探偵（富士見ミステリー文庫、富士見書房）全3巻
- イレギュラーズ・パラダイス（富士見ミステリー文庫）全4巻・短編連載